# Kerstin S. Jobst
Kerstin Susanne Jobst (* 1963 in Hamburg) ist eine deutsche Historikerin und Universitätsprofessorin. Sie lehrt seit 2012 am Institut für Osteuropäische Geschichte der Universität Wien.

## Leben und Wirken
Jobst studierte zwischen 1982 und 1988 Geschichtswissenschaft, Psychologie, Literaturwissenschaft und Finno-Ugristik an den Universitäten Hamburg und Wien. Im Anschluss erhielt sie für die Jahre 1989 bis 1992 Doktorandenstipendien der Hansischen Universitätsstiftung und der Hamburger Rotary-Stiftung, an die sich von 1989 bis 1991 Slawistik- und Promotionsstudien an den Universitäten Mainz, Krakau und Wien anschlossen. Jobst war von 1991 bis 1993 Stipendiatin der Akademie der Wissenschaften der Ukraine, der Polnischen Akademie der Wissenschaften und des DAAD und promovierte schließlich 1994 an der Universität Hamburg mit einer Dissertation über die polnische und die ukrainische Sozialdemokratie in Galizien.
Vor und nach ihrer Promotion arbeitete Jobst von 1992 bis 1995 als Wissenschaftliche Hilfskraft bzw. Wissenschaftliche Mitarbeiterin an der Universität der Bundeswehr in Hamburg, danach war sie von 1995 bis 2002 Wissenschaftliche Assistentin an der Universität Hamburg. Sie erhielt von 2003 bis 2004 ein Forschungsstipendium der Gerda-Henkel-Stiftung und habilitierte sich 2005 an der Universität Hamburg mit einer Arbeit über den russischen Krim-Diskurs im Zarenreich und erhielt die Venia Legendi für Neuere und Osteuropäische Geschichte. Neben ihrer Tätigkeit als Dozentin in Hamburg war Jobst zwischen 2006 und 2012 regelmäßig als Gastprofessorin an der Universität Salzburg tätig. Des Weiteren hatte sie von 2009 bis 2011 eine Dozentur für „Geschichte und Gesellschaften Osteuropas“ am Fachbereich Sozial- und Humanwissenschaften der Führungsakademie der Bundeswehr in Hamburg. 2010 war sie zudem Forschungsstipendiatin am Institut für Slavistik der Universität Leipzig und Gastwissenschaftlerin am Geisteswissenschaftlichen Zentrum Geschichte und Kultur Ostmitteleuropas (GWZO) der Universität Leipzig. Seit August 2012 ist Jobst Professorin für „Gesellschaften und Kulturen der Erinnerung im östlichen Europa“ am Institut für Osteuropäische Geschichte der Universität Wien.
Ihre Forschungsschwerpunkte liegen in den Bereichen Geschichte Ostmittel- und Osteuropas, der Schwarzmeerregion, der Kaukasusregion und der Habsburgermonarchie, Vergleichende Imperiums- und Kolonialismusforschung, Religionsgeschichte und Hagiographie, Erinnerungskulturen und Geschichtspolitik, Tourismusgeschichte des östlichen Europas sowie in der Katastrophenforschung.
Jobst ist Mitherausgeberin der Österreichischen Zeitschrift für Geschichtswissenschaften (ÖZG), Mitglied der Kommission Südosteuropa-Türkei-Schwarzmeerregion der Österreichischen Akademie der Wissenschaften, Mitglied der Russisch-Österreichischen Historikerkommission sowie Mitglied im Militärhistorischen Beirat der Wissenschaftskommission beim österreichischen Bundesministerium für Landesverteidigung und Sport.

## Schriften (Auswahl)
- Zwischen Internationalismus und Nationalismus. Die polnische und die ukrainische Sozialdemokratie in Galizien von 1890 bis 1914. Ein Beitrag zur Nationalitätenfrage im Habsburgerreich (= Hamburger Veröffentlichungen zur Geschichte Mittel- und Osteuropas. Bd. 2). Dölling und Galitz, Hamburg 1996 (zugleich: Dissertation, Universität Hamburg, 1994).
- Der Mythos des Miteinander. Galizien in Literatur und Geschichte (= Die Ostreihe. Neue Folge, Bd. 8). Deutsche Gesellschaft für Osteuropakunde, Hamburg 1998.
- Die Perle des Imperiums. Der russische Krim-Diskurs im Zarenreich (= Historische Kulturwissenschaft. Bd. 11). UVK, Konstanz 2007 (zugleich: Habilitationsschrift, Universität Hamburg, 2004). ISBN 3-89669638-6.
- Geschichte der Ukraine. Reclam, Stuttgart 2010; 3. Auflage 2022.
- Gemeinsam mit Dietlind Hüchtker: Heilig. Transkulturelle Verehrungskulte vom Mittelalter bis in die Gegenwart, Berlin 2017, ISBN 978-3-8353-3055-9.
- Gemeinsam mit Ulrich Hofmeister (Hrsg.): Krimtataren (= Österreichische Zeitschrift für Geschichtswissenschaften (ÖZG)/Austrian Journal of Historical Studies 28, 2017). ISSN 1016-765X.